# Fußballclub Vilshofen e.V. 1919
Fußballclub Vilshofen e.V. 1919 é uma agremiação esportiva alemã, fundada em 1919, sediada em Vilshofen, na Baviera.

## História
A fase de maior sucesso do clube foi de 1978 a 1985, quando passou seis temporadas na camada três, a Bayernliga, obtendo um nono lugar como seu melhor resultado. O clube também chegou a primeira fase da Copa da Alemanha, em 1979-80, quando perdeu por 3 a 2 para o FV Würzburg 04, na prorrogação.
A equipe juvenil duas vezes chegou à final do campeonato Sub-19 da Baviera em 1970 e revelou atletas como Klaus Augenthaler.
O clube subiu acima do nível local em 1973, quando alcançou a promoção para o nível quatro, a Landesliga Bayern-Mitte. Nessa divisão, o FCV passou as seguintes cinco temporadas, as três primeiras lutando contra o rebaixamento antes de ganhar o título em 1977-78 e chegar à Bayernliga. Contudo, acabaria rebaixado ao final da temporada 1979-80. 
Em 1980-1981, o Vilshofen foi imediatamente promovido da parte de trás da tabela para a Landesliga Bayernliga novamente. No retorno à Bayernliga, terminou em nono lugar por duas temporadas consecutivas. Depois disso, a sorte caiu e o time terminaria em 13º e 17º nas temporadas seguintes, novamente sofrendo o descenso. 
Na época angariou uma série de sucessos ao conquistar a Taça da Baviera em 1982, 1983 e 1984, depois de ter se qualificado para a primeira fase da Copa da Alemanha, em 1979.
Após o rebaixamento em 1985, passou dez temporadas na Landesliga, inicialmente, atuando na ponta da tabela, mas, em 1994-95, a equipe sofreu outro rebaixamento. O Vilshofen passou a disputar a Bezirksoberliga Niederbayern, na qual disputou de forma mediana. Sofreria novo outro descenso para a Bezirksliga, em 2001. 
Na temporada seguinte, o clube caiu ainda mais, para a Kreisliga, mas logo se recuperou e voltou para a Bezirksliga. Depois de cinco temporadas, a equipe venceu o campeonato e ganhou outra promoção. 
O clube voltou à Bezirksoberliga, em 2008, com um desempenho muito melhor, ficando em segundo em 2009-10. No final da temporada 2011-12, se classificou para a fase de promoção à Landesliga recém-expandida, depois de terminar em oitavo na Bezirksoberliga. O FCV classificou para a Landesliga depois de uma vitória por 4 a 1 no tempo extra na fase rodada do play-off de promoção.

## Títulos
| - Landesliga Bayern-Mitte - Campeão: 1978, 1981 - Bezirksoberliga Niederbayern - Vice-campeão: 2010 - Bezirksliga Niederbayern-Ost - Campeão: 2008 | - Niederbayern Cup - Campeão: 1982, 1983, 1984 |

### Categorias de base
- Campeonato da Baviera sub-19
  - Vice-campeão: 1971, 1975

## Cronologia recente
A cronologia recente do clube:
| Temporada | Divisão                      | Módulo | Posição |
| 1999–2000 | Bezirksoberliga Niederbayern | VI     | 12°     |
| 2000–01   | Bezirksoberliga Niederbayern | VI     | 16° ↓   |
| 2001–02   | Bezirksliga Niederbayern-Ost | VII    | 14° ↓   |
| 2002–03   | Kreisliga                    | VIII   | °       |
| 2003–04   | Bezirksliga Niederbayern-Ost | VII    | 3°      |
| 2004–05   | Bezirksliga Niederbayern-Ost | VII    | 4°      |
| 2005–06   | Bezirksliga Niederbayern-Ost | VII    | 7°      |
| 2006–07   | Bezirksliga Niederbayern-Ost | VII    | 3°      |
| 2007–08   | Bezirksliga Niederbayern-Ost | VII    | 1° ↑    |
| 2008–09   | Bezirksoberliga Niederbayern | VII    | 6°      |
| 2009–10   | Bezirksoberliga Niederbayern | VII    | 2°      |
| 2010–11   | Bezirksoberliga Niederbayern | VII    | 4°      |
| 2011–12   | Bezirksoberliga Niederbayern | VII    | 8° ↑    |
| 2012–13   | Landesliga Bayern-Südost     | VI     | °       |

## Retrospecto na Copa da Alemanha
| Temporada | Fase          | Data                 | Mandante     | Adversário     | Resultado              | Público |
| 1979–80   | Primeira fase | 25 de agosto de 1979 | FC Vilshofen | FV Würzburg 04 | 2 a 3 após prorrogação | 1.800   |

## Fonte
- Grüne, Hardy (2001). Vereinslexikon. Kassel: AGON Sportverlag ISBN 3-89784-147-9